# Rußbläser

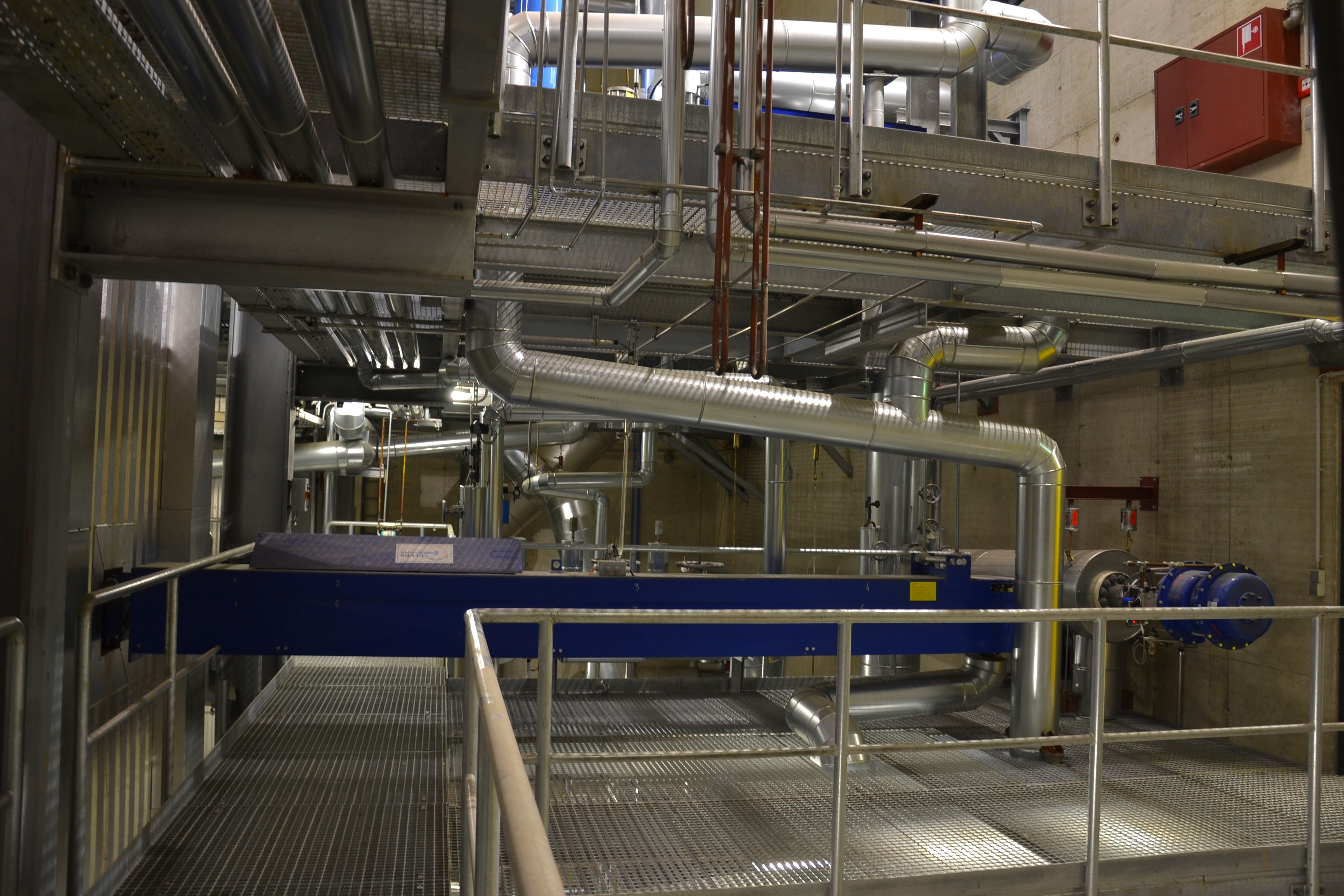
Lanzenschraubbläser für die Abreinigung der Überhitzer des Biomasseheizkraftwerkes Steyr. Die zugehörigen Dampfversorgungsungleitungen sind mit 10 % Gefälle verlegt, damit diese gut entwässert werden können.

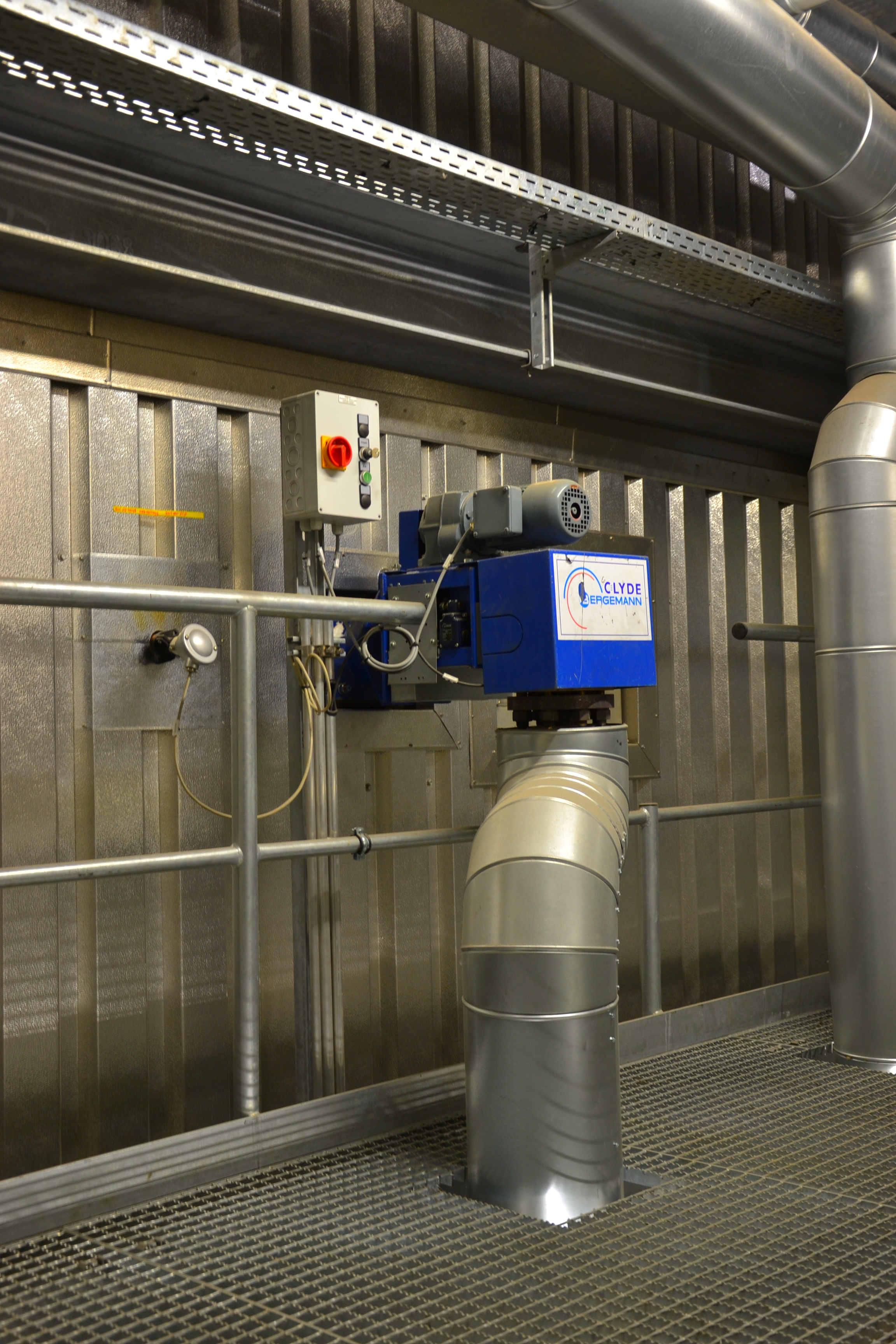
Drehrohrbläser eines Economisers. Von unten kommend die Dampfversorgungsleitung

Rußbläser dienen der rauchgasseitigen Reinigung von Heizflächenrohren in fossil- und biomassebefeuerten Dampfkesseln durch Dampf.
Durch den Verbrennungsprozess entstehen auf diesen Rohren Beläge (vor allem Flugasche und Ruß, diese variieren stark in Abhängigkeit vom eingesetzten Brennstoff), sie beeinflussen den Wärmeübergang im Dampfkessel negativ und setzen somit den Anlagenwirkungsgrad herab.
In vielen Bauformen sind Rußbläser als Rohr ausgeführt, welches über eine bestimmte Anzahl von Austrittsbohrungen verfügt und entlang der Heizflächen geführt wird. In dieses Rohr wird Dampf geleitet, welcher an den gegen die Heizflächen gerichteten Bohrungen austritt. Dadurch werden diese von Flugaschen und Ruß befreit.
Dampf wird aus zwei Gründen verwendet: Zum einen soll, um Wärmespannungen zu verhindern, die Reinigungsmaßnahme die Heizflächen nicht merklich abkühlen (was bei Wasser der Fall wäre). Zum anderen dürfen keine Stoffe verwendet werden, die die Verbrennung nachhaltig beeinflussen würden (z. B. Luft).
Es gibt verschiedene Bauformen von Rußbläsern:
- Wandbläser: Diese dienen der Reinigung von den Wandheizflächen bei starker Verschmutzung.
- Schraubbläser: Diese reinigen die Bündelheizflächen bei starker Verschmutzung, wobei das Blasrohr im Rauchgaszug verbleibt.
- Lanzenschraubbläser: Diese reinigen die Bündelheizflächen bei starker Verschmutzung und hohen Rauchgastemperaturen, dabei wird das Lanzenrohr mit zwei gegenüberliegenden Hochleistungsdüsen bei Blasbeginn mit Dampf schraubend in den Kessel gefahren. Es dient vornehmlich zur Reinigung von Überhitzern.[2]
- Drehrohrbläser: Diese reinigen die Bündelheizflächen bei leichter Verschmutzung, wobei das Blasrohr im Rauchgaszug verbleibt und reine Drehbewegungen ausführt.[2]
- Pendelbläser: Diese reinigen die Bündelheizflächen bei starker Verschmutzung und hohen Rauchgastemperaturen.
- Traversenbläser: Diese reinigen die Bündelheizflächen in DeNOx-Anlagen und Luftvorwärmern, wobei das Blaselement im Rauchgaszug verbleibt und eine reine Vorschubbewegung durchführt.
- Axialbläser: Diese reinigen die Bündelheizflächen bei starker Verschmutzung durch reine Vorschubbewegung.
- Zweistoffbläser: Diese reinigen Gas- und Luftvorwärmer mit Dampf bzw. Luft und Wasser, wobei das Blaselement im Vorwärmer verbleibt und eine reine Vorschubbewegung ausführt.